# Peter De Clercq
Peter De Clercq (Oudenaarde, 2 luglio 1966) è un ex ciclista su strada belga.
Professionista dal 1988 al 1996, conta la vittoria di una tappa al Tour de France.

## Carriera
Passò professionista nel 1988 con la Lotto-Eddy Merckx di Walter Godefroot, con cui rimarrà fino al 1995. Nel 1989 vinse una tappa al Tour Méditerranéen, una tappa al Critérium du Dauphiné Libéré e una tappa al Tour de la Communauté Européenne. Nel 1991 ottenne una vittoria di tappa alla Vuelta a Aragón, una al Tour d'Armorique, e si impose al Grote Prijs Stad Zottegem. Nel 1992 conquistò il Tour d'Armorique, con una vittoria di tappa, l'À travers le Morbihan, e ottenne una vittoria di tappa al Tour de France ed alla Vuelta a Galicia, rispettivamente. Nel 1993 vinse una tappa al Tour of Britain, mentre nel 1994 trionfò al Circuit des frontières, alla Nokere Koerse, in una tappa del Tour d'Armorique, all'À travers le Morbihan e in una tappa della Route du Sud. Nel 1995 ottenne la sua ultima vittoria al Grand Prix de la Ville de Rennes; nel 1996 passò alla Collstrop-Lystex, ritirandosi al termine della stagione. Partecipò complessivamente a sei edizioni del Tour de France e a cinque campionati del mondo.

## Palmarès
- 1987 (Dilettanti, due vittorie)

Internationale Wielertrofee Jong Maar Moedig (Oetingen)
Circuit du Hainaut
- 1989 (Lotto, tre vittorie)

1ª tappa Tour Méditerranéen (Carcassonne > Béziers)
7ª tappa Critérium du Dauphiné Libéré (Aix-les-Bains > Aix-les-Bains)
1ª tappa Tour de la Communauté Européenne (Franconville > Épernay)
- 1991 (Lotto-Super Club, tre vittorie)

4ª tappa Vuelta a Aragón
1ª tappa Tour d'Armorique
Grote Prijs Stad Zottegem
- 1992 (Lotto, cinque vittorie)

1ª tappa Tour d'Armorique
Classifica generale Tour d'Armorique
À travers le Morbihan
20ª tappa Tour de France (Blois > Nanterre)
5ª tappa Vuelta a Galicia (Cangas > Pontevedra)
- 1993 (Lotto, una vittoria)

4ª tappa Tour of Britain (Birmingham > Manchester)
- 1994 (Lotto, cinque vittorie)

Circuit des frontières
Nokere Koerse
3ª tappa Tour d'Armorique (Saint-Martin-des-Champs > Perros-Guirec)
À travers le Morbihan
1ª tappa, 2ª semitappa Route du Sud (Pau > Saint-Gaudens)
- 1995 (Lotto-Isoglass, una vittoria)

Grand Prix de la Ville de Rennes

### Altri successi
- 1988

Grote Prijs Beeckman-De Caluwé (Ninove)
Kermesse di Aartrijke
Kermesse di Temse
- 1989

Kermesse di Heusden-Zolder
- 1990

Kermesse di Ruddervoorde
- 1992

Kermesse di Mere
- 1993

Kermesse di Deinze
- 1994

Kermesse di Deinze
Criterium di La Louvière
- 1996

Kermesse di Zwevezele

## Piazzamenti

### Grandi Giri
- Tour de France

1990: 137º
1991: 137º
1992: 123º
1993: 132º
1994: 82º
1995: fuori tempo massimo (9ª tappa)

### Classiche monumento
- Milano-Sanremo

1991: 59º
1992: 103º
- Giro delle Fiandre

1988: 43º
1990: 37º
1991: 33º
1992: 42º
1994: 98º
- Parigi-Roubaix

1988: 45º
1991: 13º
1992: 62º
1993: 47º
1994: 30º

### Competizioni mondiali
- Campionati del mondo

Ronse 1988 - In linea: 42º
Chambéry 1989 - In linea: ritirato
Utsunomiya 1990 - In linea: ritirato
Benidorm 1992 - In linea: ritirato
Agrigento 1994 - In linea: ritirato